# Dumfries and Galloway
Dumfries and Galloway (skotsk: Dumfries an Gallowa; skotsk gælisk: Dùn Phrìs is Gall-Ghaidhealaibh) er en af de 32 kommuner eller enhedslig myndigheder council areas i Skotland. Det ligger i det vestlige Southern Uplands. Det dækker de historiske historiske counties Dumfriesshire, Kirkcudbrightshire og Wigtownshire, hvor de sidste sammen bliver omtalt som Galloway. Administrationscentret og den største by er Dumfries. Den næststørste by er Stranraer, på Nordkanalens kyst omkring 92 km veset for Dumfries.
Efter en reorganisering af de lokale myndigheder i Skotland i 1975 blev de tre counties samlet i én region kaldet Dumfries and Galloway med fire distrikter. Disse distrikter blev opløst i 1996, hvorefter Dumfries and Galloway har været i én samlet lokalmyndighed.
Mod nord grænser Dumfries and Galloway op til East Ayrshire, South Ayrshire og South Lanarkshire; mod øst Borders; og mod syd countiet Cumbria i England og Solway Firth.

## Byer og landsbyer
Primære bebyggelser med fed tekst.
- Ae, Airieland, Airds of Kells, Annan, Anwoth, Ardwell
- Beattock, Beeswing, Borgue, Brydekirk
- Caerlaverock, Cairngaan, Cairnryan, Cargenbridge, Carsphairn, Castle Douglas, Castle Kennedy, Clarencefield, Corsock, Creetown
- Dalbeattie, Dalton, Dornock, Drumlanrig, Drummore, Dumfries, Dundrennan, Dunscore
- Eastriggs, Ecclefechan, Eskdalemuir
- Garlieston, Gatehouse of Fleet, Glenluce, Gretna Green, Gretna
- Haugh of Urr, Hoddom
- Isle of Whithorn
- Johnsfield, Johnstonebridge
- Keir, Kelloholm, Kippford, Kirkbean, Kirkcolm, Kirkcowan Kirkcudbright, Kirkconnel, Kirkinner, Kirkpatrick Durham
- Langholm, Leswalt, Locharbriggs, Lochmaben, Lockerbie
- Middleshaw, Millhousebridge, Mochrum, Moffat, Moniaive, Muirhead, Mull of Galloway
- New Abbey, New Galloway, New Luce, Newton Stewart, Newton Wamphray
- Palnackie, Parkgate, Parton, Penpont, Portpatrick, Port William
- Ringford, Robgill Tower, Ruthwell
- Sandhead, Sanquhar, Sorbie, St John's Town of Dalry, Stoneykirk, Stranraer
- Templand, Terregles, Thornhill, Twynholm
- Unthank
- Wanlockhead, Whithorn, Wigtown

## Seværdigheder
- Annandale distilleri - Skotsk whisky
- Bladnoch Distillery & Visitor Centre - Skotsk whisky
- Caerlaverock Castle – Historic Scotland
- Caerlaverock NNR (national nature reserve)
- WWT Caerlaverock – Wildfowl and Wetlands Trust
- Cardoness Castle
- Castle of St John, Stranraer
- Corsewall Lighthouse, privatejet
- Drumlanrig Castle
- HM Factory, Gretna, Eastriggs – ammunitionsfabrik[1] under anden verdenskrig
- Galloway Forest Park, Forestry and Land Scotland
- Galloway Hydro Electric Scheme, Scottish Power
- Glenlair – home of 19th century physicist James Clerk Maxwell
- Glenluce Abbey
- Isle of Whithorn Castle
- Kenmure Castle – sædet for Clan Gordon
- Loch Ken
- MacLellan's Castle, Kirkcudbright
- Motte of Urr
- Mull of Galloway – RSPB/ South Rhins Community Development Trust
- Ruthwell Cross
- Samye Ling Tibetan Monastery
- Southern Upland Way – vandrerute
- Sweetheart Abbey, New Abbey
- Threave Castle